# Magdalena Fręch
Magdalena Fręch (født 15. december 1997 i Łódź, Polen) er en professionel tennisspiller fra Polen.